# Thyreus plumifer
Thyreus plumifer là một loài Hymenoptera trong họ Apidae. Loài này được Brauns mô tả khoa học năm 1909.